# 阿的里-烏拉爾國

1918年设计的阿的里-乌拉尔国国旗

阿的里-烏拉爾國（İdel-Ural Ştatı）是一個在俄國內戰期間由韃靼人、巴什基爾人和楚瓦什人所建立的國家，韃靼斯坦为其中心，首都位于喀山。1917年12月12日，共和國宣布成立。“阿的里”在突厥語中意为伏爾加河。
1917年5月5日，800多名非俄羅斯族代表，包括馬里人、楚瓦什人、烏德穆爾特人、莫爾多瓦人、科米人、科米彼爾姆人、卡爾梅克人和韃靼人在喀山舉行的大會上，宣布在俄羅斯烏拉爾伏爾加地區創建一個獨立的伏爾加烏拉爾共和國。後來伏爾加德意志人也加入此國家。
起初该國以韃靼人和巴什基爾人為主，後來一些烏拉爾民族也加入。紅軍在1918年打敗捷克軍團後開始攻占该地區，该國家反抗至1921年終於瓦解，但這想法仍存在至1929年，當年契卡終於設法滲透伏爾加烏拉爾運動，並砸碎了領導。在伏爾加河和烏拉爾少數民族定居的地區，幾千伏爾加烏拉爾支持者被處決。